# Shinedown
Shinedown je americká rocková skupina, která vznikla v roce 2001 ve městě Jacksonville na Floridě. Založili ji zpěvák Brent Smith, kytarista Jasin Todd, baskytarista Brad Stewart a bubeník Barry Kerch. Od roku 2005 ve skupině působí ještě kytarista Zach Myers. Stewart ze skupiny odešel v roce 2007 a nahradil jej Eric Bass; Todd odešel o rok později a nahradil jej Nick Perri, který však nedlouho poté skupinu opustil. Své první album nazvané Leave a Whisper skupina vydala v roce 2003, následovala alba Us and Them (2005), The Sound of Madness (2008), Amaryllis (2012), Threat to Survival (2015) a Attention Attention (2018). Bubeník Barry Kerch se v roce 2013 ohradil proti internetové encyklopedii Wikipedia ohledně špatného žánrového zařazení skupiny.